# Al-Ahli Club (Manama)
El Al Ahli Club (en árabe: |الأهلي البحريني) es un club de fútbol de Baréin basado en la capital Manama. Fue fundado en 1936 y juega en la Liga Premier de Baréin. Aunque su sede es el Estadio Al Ahli, suele disputar sus partidos en el Estadio Nacional de Baréin.
Algunos de sus jugadores más sobresalientes son Hassan Zulaikh, Ala'a Hubail (goleador de la Copa Asiática 2004), Ali Saeed, Mohammed Hubail y Mohammed Husain.

## Participación internacional
- Copa de Clubes de Asia

2001: Segunda ronda.
- Liga de Campeones de la AFC

1992: Primera ronda.

## Palmarés

### Torneos nacionales
- Liga Premier de Baréin: 5[1]

1959, 1969, 1972, 1977, 1996.
- Copa del Rey de Baréin: 8

1960, 1968, 1977, 1982, 1987, 1991, 2001, 2003.
- Copa FA de Baréin: 1

2007